# Бовсунівська Марія Данилівна
Марія Данилівна Бовсунівська (нар. 1907, тепер Бовсунівської сільської ради Лугинського району Житомирської області — ?) — українська радянська діячка, новатор сільськогосподарського виробництва, ланкова колгоспу «Перемога» Лугинського району Житомирської області, голова виконавчого комітету Солов'ївської сільської ради Лугинського району Житомирської області. Депутат Верховної Ради СРСР 1-го скликання з січня 1941 року.

## Біографія
Народилася у бідній селянській родині. Наймитувала у заможних селян.
З початку 1930-х років — колгоспниця, ланкова колгоспу «Перемога» Лугинського району Житомирської області. У 1938 році зібрала врожаю льоноволокна 21,81 центнерів з гектара, а насіння льону — 16,64 центнерів з гектара. У 1939 році її ланка зібрала врожаю льоноволокна 27,08 центнерів з гектара, а насіння льону — 20,09 центнерів з гектара.
Член ВКП(б).
У 1940—1941 роках — голова виконавчого комітету Солов'ївської сільської ради Лугинського району Житомирської області.
З 1944 року — ланкова льонарської ланки колгоспу села Лугини Лугинського району Житомирської області. Щороку вирощувала по 10—12 центнерів льоноволокна із кожного гектара. Була учасницею Всесоюзної сільськогосподарської виставки 1954 року.
Потім — на пенсії.

## Нагороди
- орден Леніна (7.02.1939)
- медалі